# Koninklijke Harmonie van Peer
De Koninklijke Harmonie van Peer is een muziekvereniging in Peer en behoort tot de grootste van Vlaanderen.
Al in 1849 werd de eerste noot gespeeld door dit harmonieorkest, en ze is daarmee ook een van de oudste muziekverenigingen van Limburg. Het hoofdorkest is het 90-koppig Harmonieorkest, verder is er nog een 100-koppig jeugdorkest en een 45-koppig mini-jeugdorkest.
De Koninklijke Harmonie van Peer beschikt over een eigen zaal waar naast alle repetities ook vergaderingen en randactiviteiten worden georganiseerd. Verder herbergt de harmoniezaal een museum, dat de geschiedenis van de vereniging toont. Dit museum bevindt zich aan Harmonieplein 2.

## Geschiedenis
België was nog maar pas gesticht in 1830, toen op cultureel gebied de resultaten zichtbaar werden van de nieuwe politieke stabiliteit. Niet alleen in de grote steden maar ook in de kleine steden en dorpen werden er muziekverenigingen opgericht of zanggroepen omgevormd tot harmonies en fanfares. De Koninklijke Harmonie van Peer werd opgericht op 19 februari 1849. Het waren 17 Perenaren die een muziekvereniging wensten om in hun stad de talrijke feesten en kermissen luister bij te zetten. Uit de stichtingsakte van 52 reglementen kan men opmaken dat de oprichting een weldoordachte en ernstig bestudeerde daad was.
Reeds in de 19e eeuw bezocht het orkest nationale wedstrijden en bracht vele malen herinneringsmedailles (onder andere een gouden medaille mee, geschonken door Z.M. Koning Leopold III) mee naar huis die trots door de vereniging in het museum bewaard worden.
In het jaar 1949 werd naar aanleiding van het 100-jarig bestaan van de vereniging een eigen harmoniezaal opgetrokken, deze werd naar aanleiding van het 150-jarig bestaan in 1999 vervangen door een nieuwe zaal in de vorm van een halfronde.
Om de leden van de vereniging goed te begeleiden en te onderwijzen, stichtte de vereniging in 1965 een muziekschool. De school was niet alleen bedoeld voor leden, maar ook voor alle inwoners van Peer. Deze school ressorteert heden ten dage onder het Noord-Limburgs Instituut voor Kunstonderwijs (N.I.K.O) te Overpelt.
Tussen de jaren 1970 en 1993 kende het harmonieorkest een erg succesvolle periode in de amateurmuziekwereld, men klom in aanzien en het orkest promoveerde van de derde afdeling naar de hoogste, de superieure afdeling.
Zowel in 1993, 1997, 2001 en 2005 nam het orkest deel aan het Wereld Muziek Concours te Kerkrade. In 2001 werd het orkest Vicewereldkampioen in eerste afdeling Harmonie (op 0,1% van de wereldkampioen). Op het concours van 2005 nam niet enkel het harmonieorkest van de Koninklijke Harmonie van Peer, maar ook het jeugdorkest deel aan dit prestigieuze evenement. Het harmonieorkest zette in concertafdeling een vijfde plaats neer, met 90,90% van de punten. Het jeugdorkest scoorde in de derde afdeling 85,50% en stuntte daarmee door vicewereldkampioen te worden in hun afdeling.
Van september 2005 tot midden 2011 stond het orkest onder de muzikale leiding van Alex Schillings.
Van 2011 tot 2015 stond het orkest onder de muzikale leiding van Ivan Meylemans.
Vanaf september 2015 staat het orkest onder de muzikale leiding van Kevin Houben.

## Dirigenten
- 1970 - 2005 Willy Fransen
- 2005 – 2011 Alex Schillings
- 2011 – 2015 Ivan Meylemans
- 2015 – .... Kevin Houben

## Voorzitters
- 1849 - 1872 Burgemeester Jan Frederik Wilsens
- 1872 - 1914 Vrederechter Jan Frederik Wilsens
- 1914 - 1940 Dokter Edmond Vanderdonck
- 1940 - 1976 Dokter Firmin Verschueren
- 1974 - 2004 Dokter Eddy Verschueren
- 2004 - 2009 Advocaat Steven Matheï
- 2009 - 2013 De heer Tony Bloemen
- 2013 - .... vacant (bestuursploeg met ondervoorzitters Tjeu Soors en Nicole Brebels)